# هارالد جرام
هارالد جرام (بالنرويجية البوكمول: Harald Gram)‏ هو محامي وسياسي نرويجي، ولد في 18 سبتمبر 1887 في أوسلو في النرويج، وتوفي بنفس المكان في 7 يونيو 1961. نشط حزبياً في حزب المحافظين. وقد انتخب عضو برلمان النرويج ‏.